# Cashmere Cat
Magnus August Høiberg (Halden, 29 de noviembre de 1987) mejor conocido bajo el nombre artístico, Cashmere Cat, es un músico noruego, productor musical y DJ/ turntablist (representó a Noruega DMC World DJ Championships como "DJ FINAL" 2006-2009). Apareció en la escena de la música electrónica en 2012, con remixes y edits de Lana Del Rey, 2 Chainz y Jeremih. Su EP debut Mirror Maru fue lanzado en octubre de 2012, con el sello belga Pelican Fly. Cashmere Cat es definible bajo los géneros emergentes "alt R&B", "futuristic hip-hop" y "bass music".
El artista noruego fue ganando el apoyo de ciertos grandes de la música electrónica, tales como Hudson Mohawke
 y Rustie.
En octubre de 2012, la versión de Cashmere Cat de la canción de 2 Chainz' "No Lie" fue clasificado primero en la revista Vibe bajo su categoría "25 Awesome Genre-Benders of 2012" (en español "25 geniales mezcladores de géneros del 2012").
. El productor súper estrella Benny Blanco invitó a Høiberg a Los Ángeles en enero del 2013, para colaborar en producciones de estudio para artistas como Maroon 5 y Jeremih, y para dar sus primeros conciertos en el país como Cashmere Cat.
El booking del artista está manejado por la agencia The Windish Agency en Estados Unidos, y para el resto del mundo se ocupa la prestigiosa Echo Location Talent Agency.
Se cree que también estuvo produciendo Jersey Club/Baltimore Club Remixes bajo el nombre de
Trippy Turtle. ya que sus estilos son muy similares, su frecuente uso del "sonido de resorte", y la inclusión de una buena cantidad de remixes de Tripp Turtle en el mix que hizo para Diplo and Friends para la radio BBC en mayo de 2013.
El 2 de marzo publicó su siguiente sencillo «Adore», que cuenta con la colaboración de la cantante estadounidense Ariana Grande en la interpretación vocal.

## Discografía

### LP
▪Como Cashmere Cat: "9", Mad Love/Interscope Records, 2017

### EP
- Como: What U Just Said, Finalbeats, 2009
- Como Cashmere Cat: Mirror Maru EP, Pelican Fly, 2012
- Como Cashmere Cat: Mirror Maru Remix EP, Ed Banger Records, 2013
- Como Cashmere Cat: Mirror Maru Remix EP, Pelican Fly, 2013
- Como Cashmere Cat: Wedding Bells, Lucky Me Records, 2014

### Singles
- Como Magnus August: Intuisjon/Lille, Sticks & Stones, 2012
- Como Cashmere Cat: "Aurora", on Feathers EP Vol. 1, Pelican Fly, 2013
- Como Cashmere Cat: "With Me", Lucky Me Records, 2013
- Como Cashmere Cat: "Adore" con Ariana Grande, 2 de marzo de 2015.
- Como Cashmere Cat: "Trust Nobody" con Selena Gomez y Tory Lanez lanzado el 30 de septiembre de 2016.
- Como Cashmere Cat: "Love Incredible" con Camila Cabello , 2017
- Como Cashmere Cat: "Quit" con Ariana Grande, 28 de abril de 2017.

### Producciones
- "Wake Up", en Grey Area por Protoman, Rawkus Records, 2007
- "Stuck in Norway", en Jack of All Trades por Wildchild (featuring Madlib), Stones Throw, 2007
- "QT -- Quality Time", en Sacrifice por Substantial, HBD, 2007
- "Supermaria", en Helt om natten, helt om dagen, por Lars Vaular, Bonnier Music, 2010
- "Party Girls" (con Wiz Khalifa, Jeremih & Cashmere Cat), en Ludaversal por Ludacris, Def Jam Recordings, 2014
- "Be My Baby" (con Cashmere Cat) en My Everything por Ariana Grande, Republic Records, 2014
- "Octahate" on Promises EP por Ryn Weaver, Friends Keep Secrets, 2014
- "Break the Rules" en Sucker by Charli XCX,  Neon Gold/Atlantic Records, 2014
- "Body Language" (con Usher & Tinashe), por Kid Ink,  RCA, 2014
- "All Hands on Deck" en Aquarius por Tinashe, RCA, 2014
- "Save My Soul", por Justine Skye, Atlantic Records, 2014
- "Four" (featuring Juicy J & Cashmere Cat) on MEN EP by BenZel, Friends Keep Secrets, 2014
- "Just a Thought" (con Cashmere Cat & Ryn Weaver) on MEN EP by BenZel, Friends Keep Secrets, 2014
- «Just Luv Me» de Britney Spears, incluida en el álbum Glory (2016).
- «Stay» en F*ck Love 3: Over You, por The Kid Laroi con Justin Bieber, Columbia Records, (2021)

### Remixes/edits
- "Cross the dancefloor", por Treasure Fingers, 2009
- "I´ll Get You", en Kitsuné X The Cobrasnake EP por Classixx feat. Jeppe, Hush Sound, 2009
- "220V/Spektral", en Bananfluer Overalt por Jaga Jazzist, Ninja Tune, 2010
- "Les Paradis Artificiels", en Les Paradis Artificiels EP por Douze, Discotexas, 2010
- "Mátkelávlla (The Traveller)", en Fargga por Berit Margrethe Oskal, Mátki Records, 2010
- "Oslo (Final remix)", por Mathias Eick, 2010
- "Faith (FINAL remix)", en Faith Remixes por Montée, Oslo Records, 2011
- "Different (Cashmere Cat remix)", en Different (Special Remix Edition) EP, LidoLido, Universal Music A/S, 2011
- "Treasury Of We (X.V. & Cashmere Cat Remix)", by Glasser, 2011
- "Shell Suite (Cashmere Cat Remix)", en Shell Suite & Remixes por Chad Valley, Loose Lips, 2011
- "Heart on Fire (Merry-Go-Round) - Cashmere Cat Remix", por Winta, daWorks Entertainment Ltd, 2011
- "Jaywalking (Cashmere Cat Remix)", en Jaywalking (Remixes) por Samsaya, 3 millimeter, 2011
- "Give (Cashmere Cat Remix)", en Best Intentions por Sound of Rum, Sunday Best Recordings, 2011
- "National Anthem (Cashmere Cat Remix)", por Lana Del Rey, Interscope Records, 2012
- "773 Love (Cashmere Cat Edit)", por Jeremih, publicado en Soundcloud, 2012
- "No Lie (Cashmere Cat Edit)", por 2 Chainz featuring Drake, publicado en Soundcloud, 2012
- "Call My Name (Cashmere Cat Remix)", en Tove Styrke por Tove Styrke, Sony Music Germany, 2012
- "Wettex (Cashmere Cat Remix)", en Electric Empire Remixes por Feadz & Kito, Ed Banger Records, 2012
- "Fallin Love (Cashmere Cat Remix)", por BenZel, publicado en Soundcloud, 2013
- "Do You... (Cashmere Cat Remix)", por Miguel, RCA Records, 2013
- "Be My Baby (Cashmere Cat Edit)", por Ariana Grande, publicado en SoundCloud, 2014
- "Octahate (Cashmere Cat Remix)", por Ryn Weaver, Friends Keep Secrets, 2014